# Strigapoderus
Strigapoderus es un género de coleóptero de la familia Attelabidae.

## Especies
Las especies de este género:
- Strigapoderus ceylonicus
- Strigapoderus indicus
- Strigapoderus javanicus
- Strigapoderus laosensis
- Strigapoderus scabrosus
- Strigapoderus tranquebaricus